# Academia Galega da Língua Portuguesa
La Academia Galega da Língua Portuguesa (AGLP), en español Academia Gallega de la Lengua Portuguesa, es una institución científica y cultural gallega que atiende a los criterios históricos y científicos por los que se rigen las lenguas europeas, habiendo sido reconocida con el estatus de Observador Consultivo por la Comunidad de Países de Lengua Portuguesa. Actualmente está presidida por Rudesindo Soutelo y se presenta como una continuación histórica de la idea de unidad en el gallego-portugués que han representado figuras como Ernesto Guerra da Cal, Ricardo Carballo Calero, Manuel Rodrigues Lapa o Lindley Cintra, que en 1984 incluyó los dialectos de la lengua gallega como parte de los pertenecientes al portugués en la Gramática que editó junto a Celso Cunha.
Creada siguiendo la tradición de las academias a pesar de ser una iniciativa de la sociedad civil, independiente de los organismos políticos gallegos, la Academia Galega da Língua Portuguesa se define como una «institución científica y cultural al servicio del pueblo gallego» que pretende «promover el estudio de la lengua de Galicia para que el proceso de su normalización y naturalización sea congruente con los usos presentes en el conjunto de la lusofonía».

## Historia
La idea de crear una academia de carácter lusófono en Galicia fue del profesor Ricardo Carballo Calero, si bien la propuesta fue defendida por el profesor Montero Santalha en un artículo publicado en 1994 en la revista Temas de O Ensino bajo el título A Lusofonia e a Língua Portuguesa da Galiza: Dificuldades do presente e tarefas para o futuro y, más recientemente, en una intervención en Braganza, en octubre de 2006, durante el V Coloquio Anual de la Lusofonía, titulada Um novo projecto: a Academia Galega da Língua Portuguesa.
Con el objetivo de hacer efectiva esta propuesta, nace el 1 de diciembre de 2007 la Associação Pró-Academia Galega da Língua Portuguesa em Compostela integrada por personas de diferentes ámbitos de la defensa de la lengua y con el apoyo de organizaciones lusófonas como la Associação de Amizade Galiza-Portugal, la Associaçom Galega da Língua, la Associação Sócio-Pedagógica Galego-Portuguesa o el Movimento Defesa da Língua.
El 7 de abril de 2008, la Pro-Academia participó en la Asamblea de la República de Portugal, concretamente en la Conferencia Internacional sobre el Acuerdo Ortográfico de la Lengua Portuguesa por medio de su Presidente, Ângelo Cristóvão con un comunicado al respecto de la posición gallega y el papel de la futura Academia Gallega. En este acto también el resto de asociaciones lusófonas gallegas fueron representadas a través del presidente de AGAL, Alexandre Banhos. Estas intervenciones tuvieron una profunda repercusión en los medios de comunicación.
Fue finalmente constituida el 20 de septiembre de 2008 llevando a cabo su sesión inaugural el 6 de octubre de 2008 contando con la participación y respaldo de instituciones como la Academia das Ciências de Lisboa, la Academia Brasileira de Letras, la Universidade Aberta, la Universidad de Santiago de Compostela, la Associação Internacional de Lusitanistas y la Junta de Galicia, que enviaron representantes oficiales. La Academia es un órgano estatutario de la Fundación Academia Galega da Língua Portuguesa, fundación de competencia estatal inscrita en el Ministerio de Cultura de España (Orden CUL/1075/2011, de 1 de marzo).

## Composición de la Academia Galega da Língua Portuguesa
- Bethania de Palas (2023)

## Actividad
La Academia Gallega colabora activamente con el resto de academias de lengua portuguesa, especialmente a través de su Comisión de Lexicografía que elaboró un vocabulario de léxico gallego para ser incorporado en el próximo Vocabulario Ortográfico Común que editarían las academias brasileña y portuguesa con motivo del Acuerdo ortográfico de la lengua portuguesa de 1990. La Sesión Interacadémica realizada el 14 de abril de 2009 en Lisboa bajo la presidencia de las tres academias, fue la primera ceremonia conjunta, presentándose públicamente el Léxico da Galiza que sería integrado en el Vocabulario Común. Las más de 800 entradas del Léxico da Galicia fueron incorporadas en el Vocabulário Ortográfico da Língua Portuguesa  editado en octubre de 2009 por Porto Editora. En marzo de 2010 la AGLP participó en la Conferencia Internacional sobre el Futuro de la Lengua Portuguesa en el Sistema Mundial, celebrada en Brasilia, previa invitación del Ministerio de Relaciones Exteriores de Brasil.
La AGLP también publica una Colección de Clásicos Gallegos con obras de autores como Rosalía de Castro, Eduardo Pondal, Johán Vicente Viqueira o Armando Cotarelo Valledor,, editando igualmente de forma periódica su Boletim da Academia Galega da Língua Portuguesa (ISSN 1888-8763) así como otras publicaciones científicas (Galiza: Língua e Sociedade, 2009, ISBN 84-88849-20-6).
El 20 de julio de 2017, el Consejo de Ministros de la CPLP (Comunidad de Países de Lengua Portuguesa), en su XXII Reunión Ordinaria, celebrada en Brasilia, decidió otorgar la categoría de Observador Consultivo a la Fundación Academia Galega da Língua Portuguesa, convirtiéndose así en la primera entidad de la sociedad civil de Galicia en formar parte oficialmente de este organismo.